# بيني جنسن
بيني جنسن هو لاعب رماية دنماركي، ولد في 24 أكتوبر 1934 في Køge ‏ في الدنمارك، وتوفي في 2 يونيو 1995.

## وصلات خارجية
- بيني جنسن على موقع أوليمبيديا (الإنجليزية)